# Tamolana
Tamolana is een geslacht van rechtvleugeligen uit de familie sabelsprinkhanen (Tettigoniidae). De wetenschappelijke naam van dit geslacht is voor het eerst geldig gepubliceerd in 1910 door Kuthy.

## Soorten
Het geslacht Tamolana  is monotypisch en omvat slechts de volgende soort:
- Tamolana fulvida (Kuthy, 1910)